# エンリル・ナツィル2世
エンリル・ナツィル2世（Enlil nasir II、在位:紀元前1420年頃 - 紀元前1414年頃）は、中アッシリア王国時代のアッシリアの王。当時のアッシリア王について知られていることはほとんど無く、ナツィル2世もその例外ではない。
アッシュル・ラビ1世の息子として生まれ、兄弟のアッシュル・ナディン・アヘ1世をクーデターで倒し、王位を得た。ナツィル2世の時代、アッシリアはミタンニに服属していたと考えられる。
死後、息子のアッシュール・ニラリ2世が王位を継いだ。